# 1757 au théâtre
| Années du théâtre : 1754 - 1755 - 1756 - 1757 - 1758 - 1759 - 1760    |
| Décennies du théâtre : 1720 - 1730 - 1740 - 1750 - 1760 - 1770 - 1780 |

## Événements
- Charles-Simon Favart devient directeur de l'Opéra-Comique à Paris.
- Léopold-Ignace Haudicquer, dit Gourville, et Jean-Nicolas Servandoni, dit D'Hannetaire, sont nommés co-directeurs du théâtre royal de la Monnaie à Bruxelles.
- Christine-Georgette-Charlotte Sirot, dite Mademoiselle Lekain débute à la Comédie-Française.
- Karel Dujardin peint Les Charlatans italiens, huile sur toile représentant des comédiens ambulants[1].
- 26 avril : Francesco Bigottini débute à Paris au Théâtre-Italien dans le rôle d'Arlequin, sans succès.

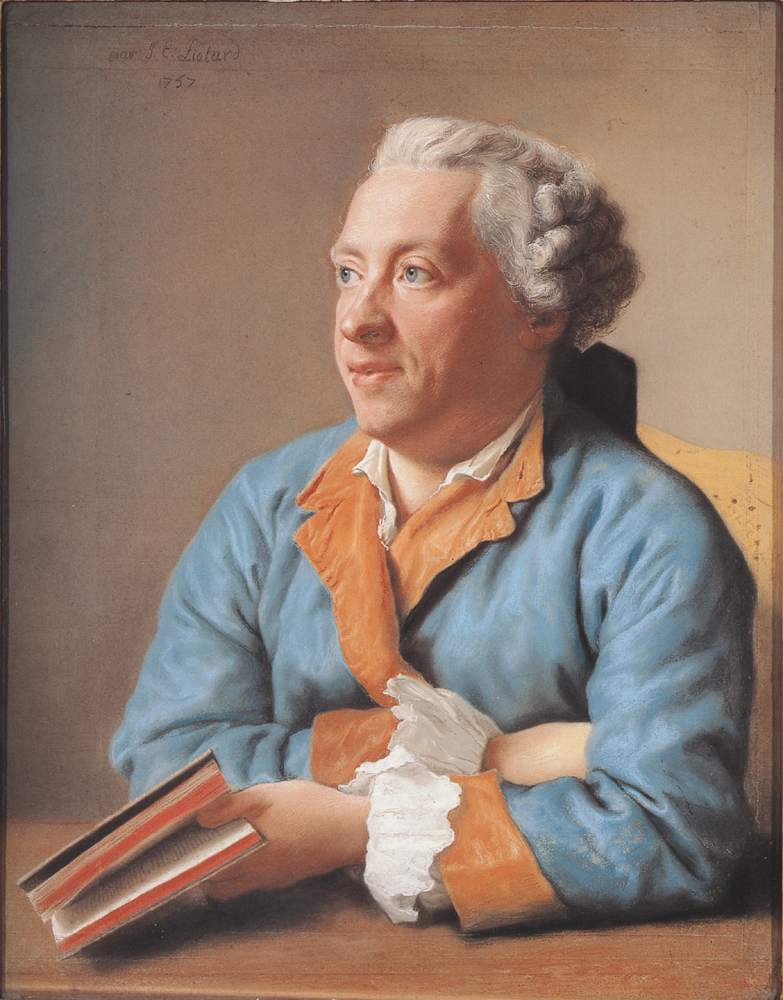
Jean-Étienne Liotard, Portrait de Charles-Simon Favart, pastel, 1757, collection privée

## Pièces de théâtre publiées
- Mars : Félicie, comédie de Marivaux publiée dans le Mercure de France.
- Novembre : Les Acteurs de bonne foi, comédie de Marivaux, publiée dans le Conservateur.

## Pièces de théâtre représentées
- Le Fils naturel, ou Les épreuves de la vertu, drame de Diderot, chez le duc d’Ayen à Saint-Germain-en-Laye ; il est publié à Amsterdam chez Marc-Michel Rey cette même année.

## Naissances
- 1 février : John Philip Kemble, acteur britannique, mort le 26 février 1823.
- 14 mai : Angélique Cénas, actrice française, morte à une date inconnue.
- 10 juin : Johann Friedrich Ferdinand Fleck, acteur allemand, créateur des principaux rôles des tragédies de Schiller, mort le 20 décembre 1801.
- 6 novembre : Louis Abel Beffroy de Reigny, dramaturge et poète français, mort le 17 décembre 1811.
- Date précise inconnue ou non renseignée :
  - Charlotte Atkyns, actrice britannique, morte à Paris le 2 février 1836.

## Décès
- 9 janvier : Bernard Le Bouyer de Fontenelle, écrivain et dramaturge français, né le 11 février 1657.
- 1 mars : Edward Moore, dramaturge britannique, né le 22 mars 1712.
- 9 avril : Marie-Jeanne Gautier, actrice française, née le 26 avril 1692.
- 30 juin : Pierre Gallet, chansonnier, goguettier et auteur dramatique français, né en octobre 1698.
- 4 juillet : Jean-Joseph Vadé, dramaturge français, né le 17 janvier 1720.
- 2 août : Pierre de Morand, auteur dramatique français, né le 8 février 1701.
- 20 août : Claude-Pierre Patu, avocat et dramaturge français, un des introducteurs de Shakespeare en France, né en octobre 1729.
- 12 novembre : Colley Cibber, dramaturge et acteur britannique, né le 6 novembre 1671.